# Мариенрахдорф
Мариенрахдорф (нем. Marienrachdorf) — община в Германии, в земле Рейнланд-Пфальц.
Входит в состав района Вестервальд. Подчиняется управлению Зельтерс (Вестервальд).  Население составляет 1025 человек (на 31 декабря 2010 года). Занимает площадь 5,04 км².